# Marethská linie

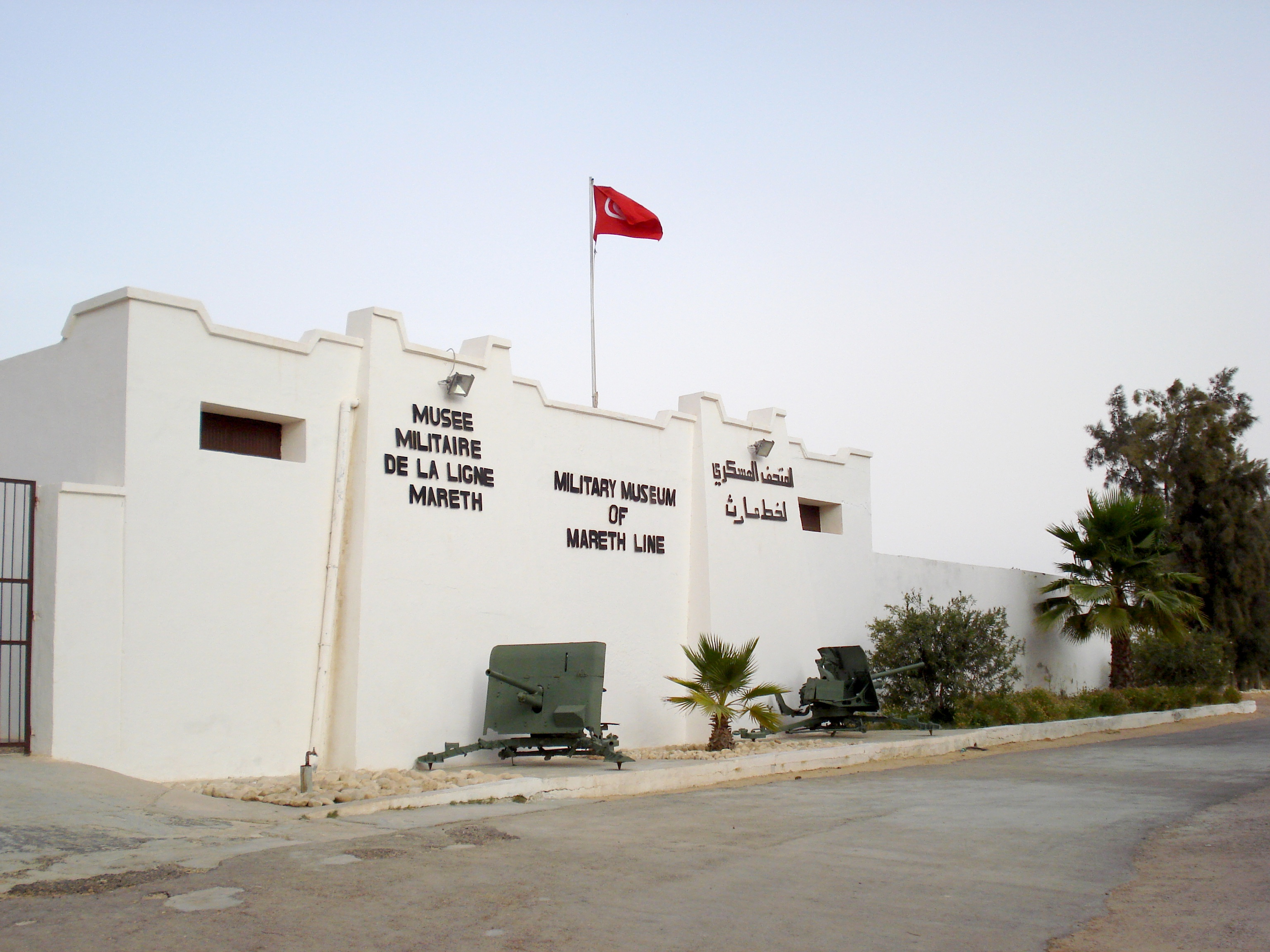
Vojenské muzeum Marethské linie, před budovou stojí britské protitankové kanony 2 Pdr

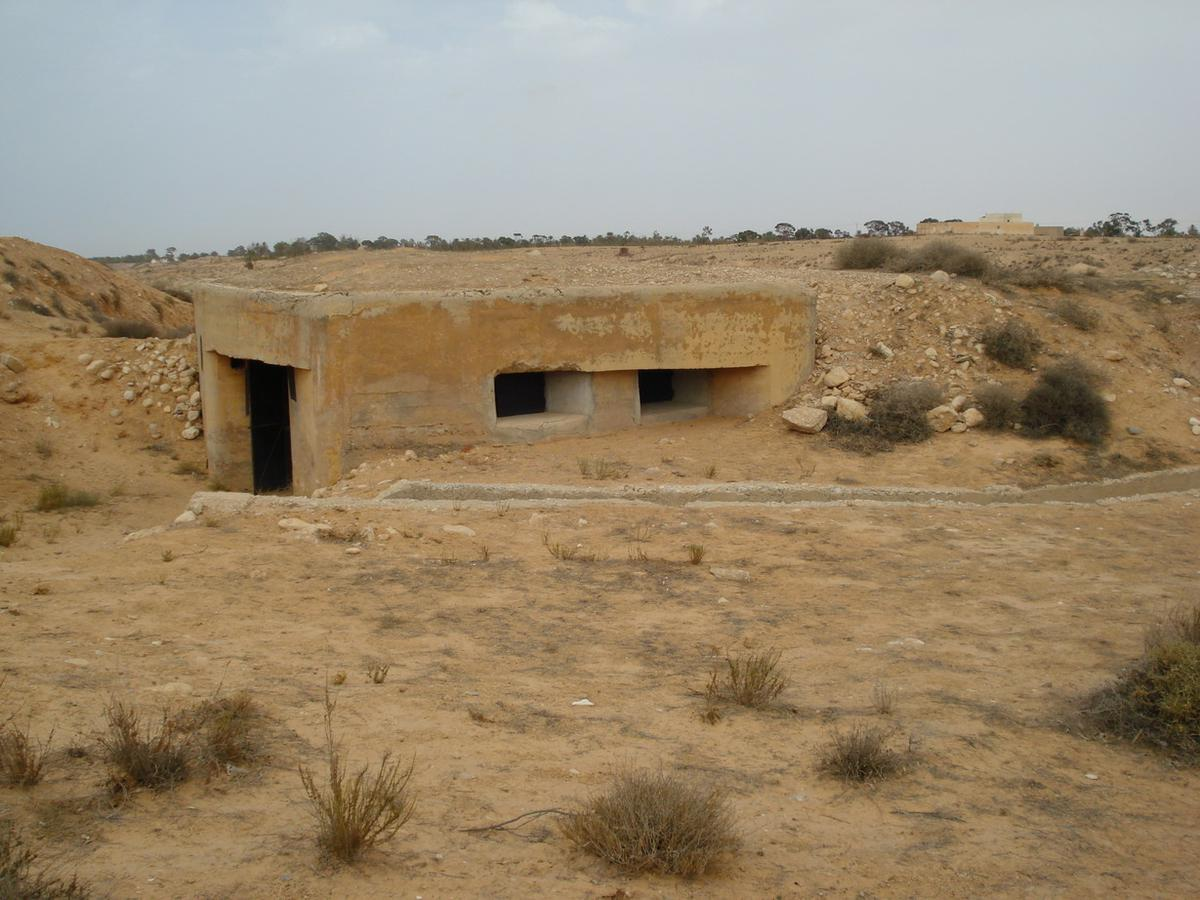
Jeden z objektů Marethské linie

Marethská linie (také Marétská linie nebo "africká Maginotova linie") je francouzský systém opevnění postavený před druhou světovou válkou mezi městy Madenine a Gabès v jižním Tunisku, které v té době bylo součástí francouzské koloniální říše. Opevnění mělo sloužit k obraně proti možnému útoku Italů z italské kolonie Libye. Pojmenována byla podle města Mareth, které se nachází v místě, kde se linie kříží s hlavní silniční komunikací, kterou měla za úkol kontrolovat. Termín "Marethova linie", se kterým je možné se setkat, je tedy zcela chybný. 
Linie dlouhá 35 km se opírala o přirozenou přírodní překážku Vádí Zigzaou a její boky krylo Středozemní moře a pohoří Matmáta. Francouzští stavitelé však nedocenili jednu její podstatnou slabinu. Pohoří Matmáta nebylo zcela neprostupné, dalo se vnitrozemím i obejít a následně tak bylo možné k pobřeží za Marethskou linií proniknout průsmykem Tebaga, což prokázala úspěšná operace Supercharge II. Nicméně i tak se jednalo o nejmohutnější systém opevnění, o který se v severní Africe bojovalo.  
Za druhé světové války přešlo opevnění bez boje pod správu Osy poté, co bylo Tunisko v listopadu 1942 rychle okupováno jako reakce na britsko-americké vylodění v Maroku a Alžírsku v rámci operace Torch. Boje se Marethská linie dočkala až v březnu 1943 poté, co k ní dorazily britské jednotky postupující podél severoafrického pobřeží po vítězné bitvě u El Alameinu. Těžiště prvního pokusu o překonání obrany Marethské linie v rámci operace Pugilist spočívalo jednak ve snaze čelně prolomit linii v prostoru města Zarat, kde byl útok odražen, a jednak ve snaze linii obejít skrz pohoří Matmáta, kde však rovněž nebylo průlomu dosaženo a útok byl zastaven v průsmyku Tebaga. Druhý útok operace Supercharge II byl veden obchvatným manévrem z pozic získaných v průběhu předchozích bojů a tentokrát již byla vojska, posílená nyní britskou 1. obrněnou divizí, úspěšná, neboť průnikem do týlu obránců donutila síly Osy k opuštění pevností a ústupu na další obrannou linii.